# طرج (اسماعيلي كرمان)
طرج (بالفارسية: طرج) هي منطقة سكنية تقع في إيران في منطقة إسماعيلي. يقدر عدد سكانها بـ 1,266 نسمة .